# Alytaus Arena
La Alytaus Arena è un palazzetto dello sport che ha sede a Alytus, in Lituania.
L'impianto, edificato tra il 2009 ed il 2011, è stato pensato per ospitare le partite del FIBA EuroBasket 2011, e successivamente gli incontri casalinghi della squadra di pallacanestro del Alytus prima, e del Dzūkija Alytus poi.